# Óriásbabax
Az óriásbabax (Babax waddelli) a madarak osztályának verébalakúak (Passeriformes) rendjébe és a Leiothrichidae családjába tartozó faj.

## Rendszerezése
A fajt Henry Eeles Dresser angol ornitológus írta le 1905-ben. Besorolása erősen vitatott, egyes szervezetek a Pterorhinus nembe sorolják Pterorhinus waddelli néven, mások a Garrulax nembe Garrulax waddelli néven, de használták az Ianthocincla waddelli nevet is.

## Alfajai
- Babax waddelli jomo Vaurie, 1955
- Babax waddelli waddelli Dresser, 1905[1]

## Előfordulása
Ázsia déli részén, Kína és India területén honos. A természetes élőhelye a mérsékel övi erdők és cserjések. Állandó, nem vonuló faj.

## Megjelenése
Testhossza 31-33,5 centiméter, testtömege 131-160 gramm.

## Életmódja
Gyümölcsökkel, magvakkal  és kisebb rovarokkal táplálkozik.